# Partamaspat
Partamaspat, rimski vazalni kralj Partskega cesarstva in kasneje Osroene, * ni znano, † ni znano.
Partamaspat je bil samoproglašeni sin partskega kralja Kosroja I., ki je bil bolj verjetno vnuk kralja Pakorja I. Partskega in sin  armenskega kralja Aksidarja (Ašhadarja ali Šidarja). Potem, ko je večino svojega življenja preživel v izgnanstvu v Rimu, je spremljal rimskega cesarja Trajana na vojni pohod proti Partskemu cesarstvu. Trajan je prvotno nameraval Partijo priključiti k Rimskemu cesarstvu, potem pa se je premislil in namesto tega leta 116  na partski prestol namesto Kosroja I. kot svojega vazalnega kralja (Rex Parthiis Datus, dobesedno kralj, dan Partom) imenoval  Partamaspata. Po umiku Rimljanov iz Partije ga je Kosroj I. zlahka porazil in se vrnil na partski prestol.
Partamaspat je po porazu pobegnil k Rimljanom, ki so ga za tolažbo imenovali za sovladarja v Osroeni, majhni rimski klientski državi med Mezopotamijo, Sirijo in Armenijo. Od leta 118 do 122 je kraljeval skupaj z Jalurjem, potem pa do leta 123 samostojno.
| Partamaspat Arsakidska dinastijaRojen: ni znano Umrl: ni znano |                                                   |                      |
| Vladarski nazivi                                               |                                                   |                      |
| Predhodnik: Kosroj I.                                          | Veliki kralj (šah) Partskega cesarstva 116 - 117  | Naslednik: Kosroj I. |
| Predhodnik: brezvladje                                         | Kralj Osroene 118 - 123 (do 122 skupaj z Jalurjem | Naslednik: Manu VII. |

## Sklic
1. ↑  Kasij Dion, LXVIII, 30.